# Exedră
Exedra (din latină exedra după greaca veche exedros care semnifică «cine este afară») este, într-o clădire, o sală de conversație echipată cu scaune sau cu bănci. Ea urmează, cel mai adesea, un plan semicircular, care facilitează contactul între interlocutori.
În bazilicile creștine, exedra este o bancă semicirculară de piatră, în fundul absidei.

## Galerie de imagini

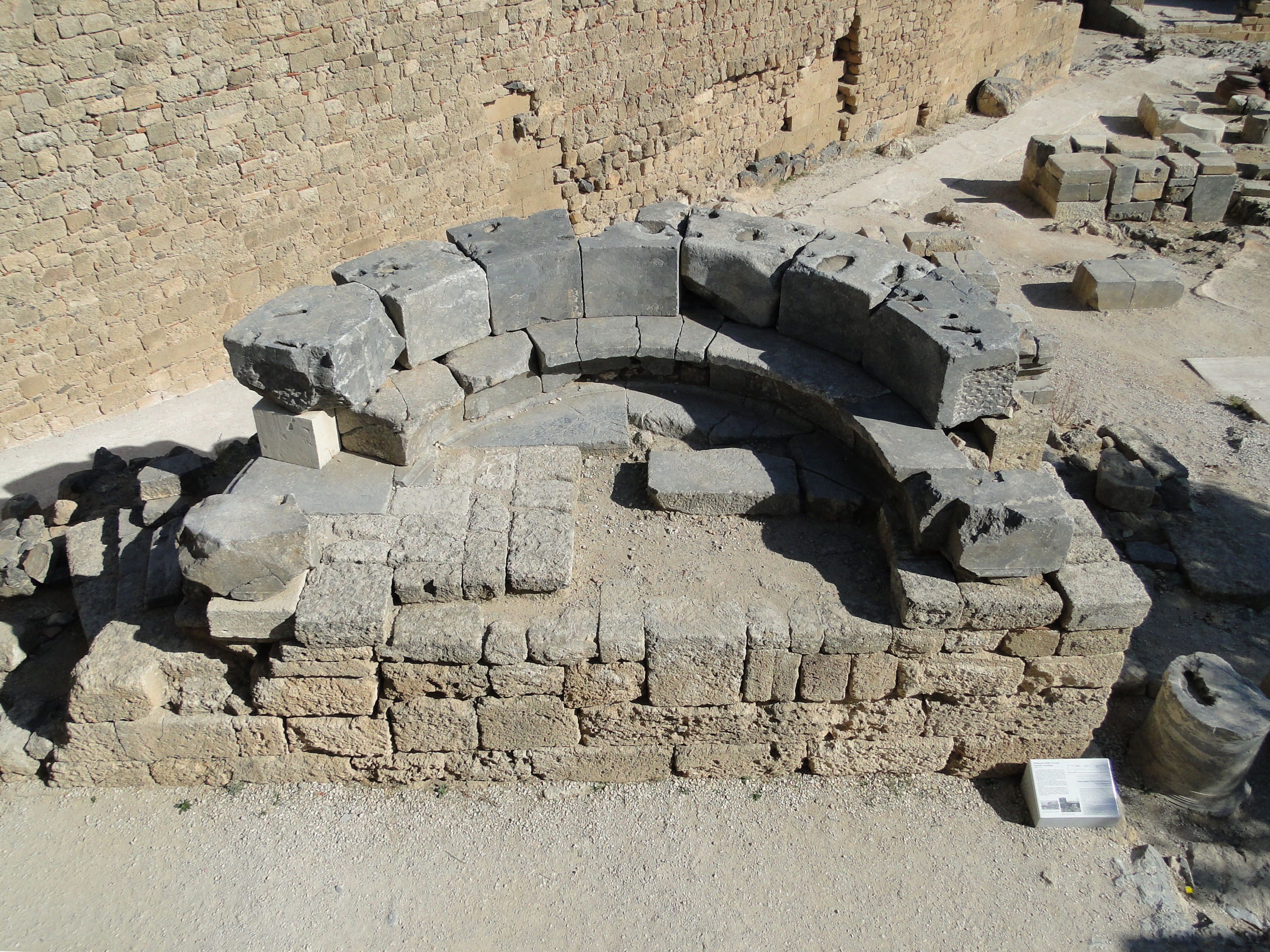
Exedra de la Pamphilidas pe acropolele din Lindos în Rhodos
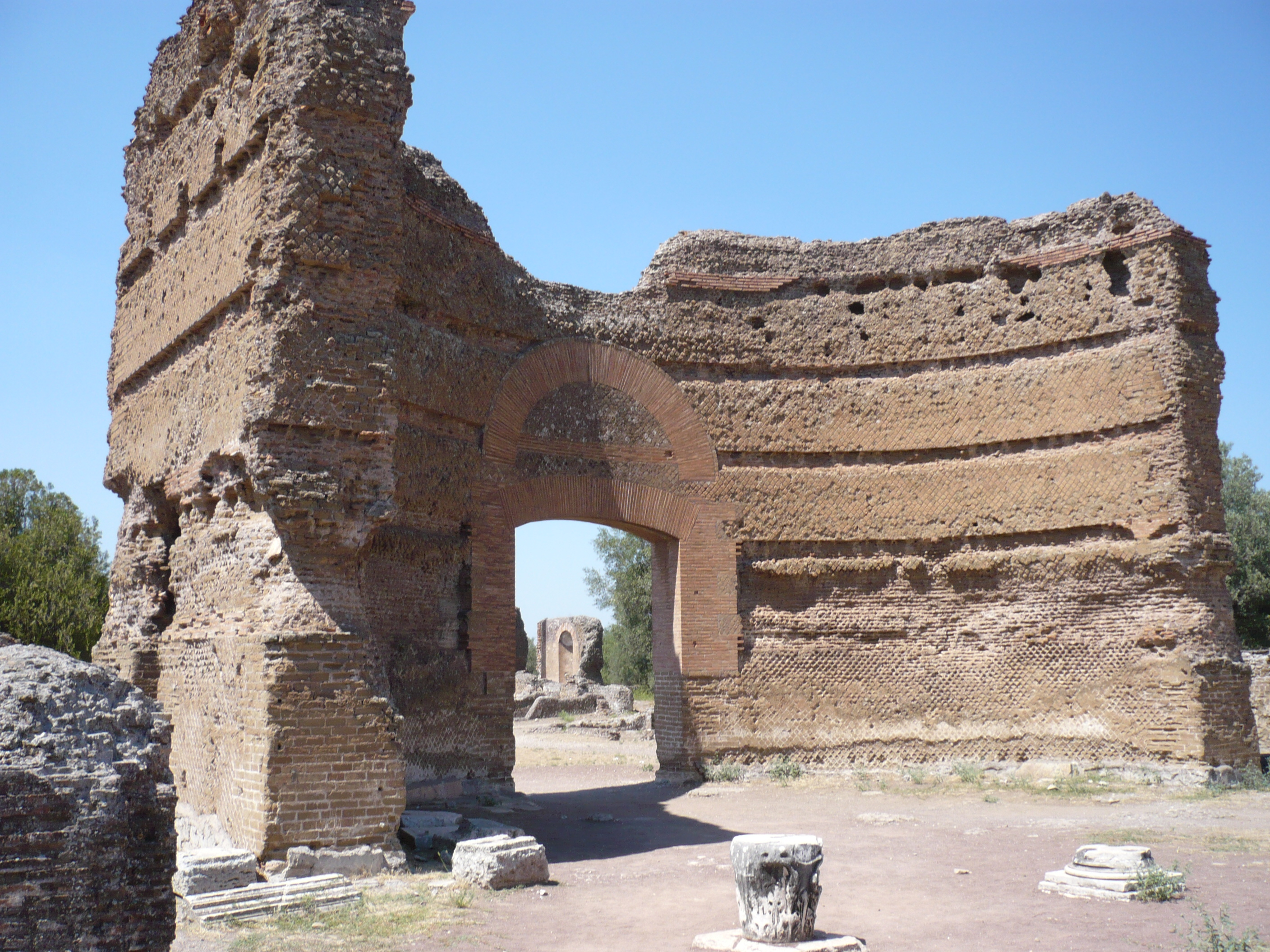
Exedra de la Villa Adriana la Tivoli
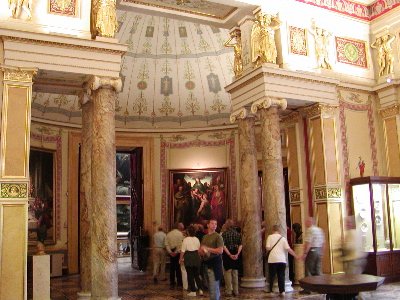
Exedra Palatului de Iarnă la Sankt Petersburg
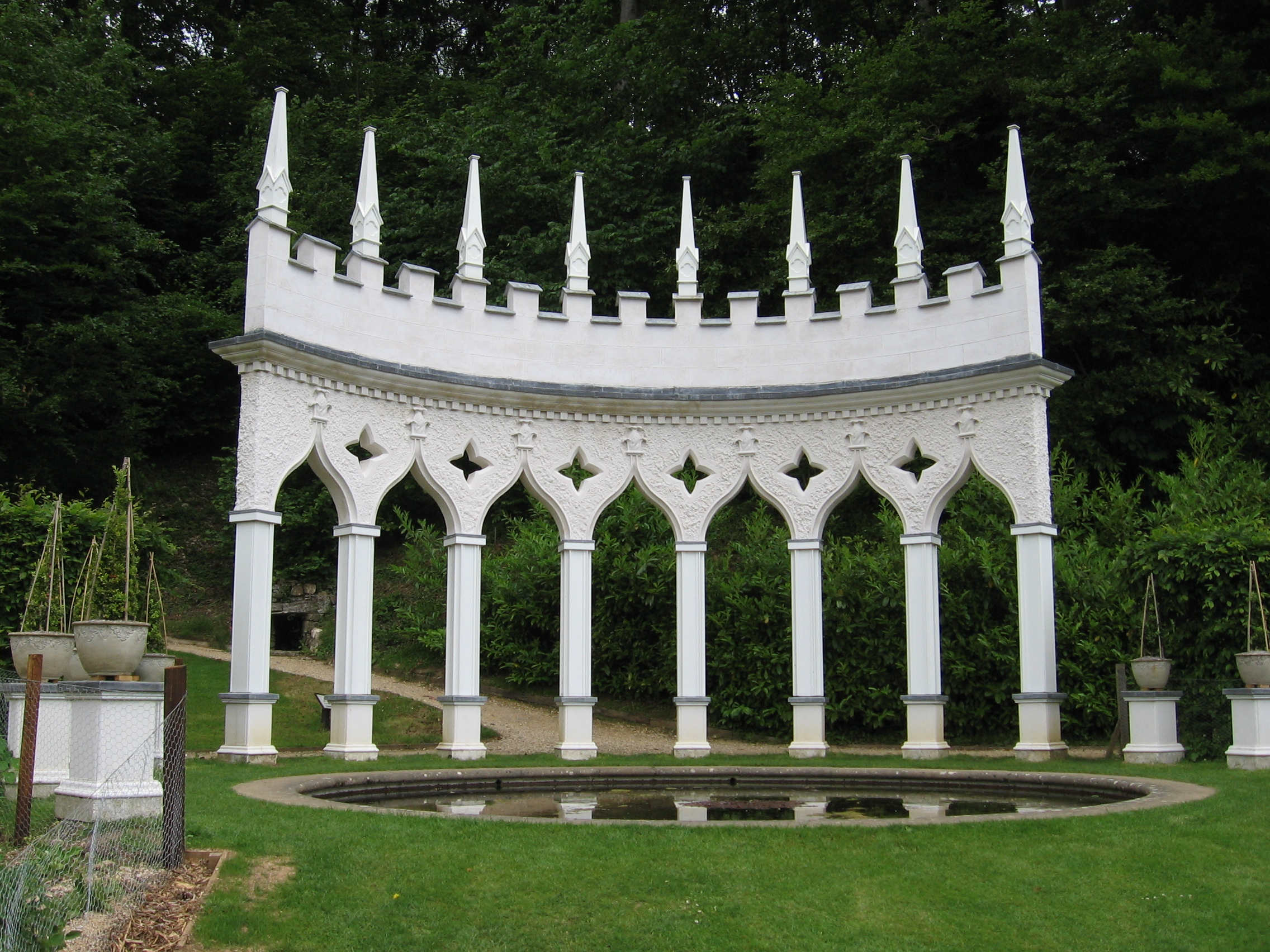
Exedră la Painswick